# دانی لوکس
دانی لوکس (انگلیسی: Danny Lux؛ زادهٔ ۱۹۶۹-۰۶) یک آهنگساز اهل ایالات متحده آمریکا است. 